# Amtsgericht Kellinghusen
Das Amtsgericht Kellinghusen war ein deutsches Amtsgericht mit Sitz in Kellinghusen.

## Geschichte
Mit der Annexion Schleswig-Holsteins wurden 1867 in der nunmehr preußischen Provinz fünf Kreisgerichte und das übergeordnete Appellationsgericht Kiel eingerichtet. Als Eingangsgerichte wurden Amtsgerichte geschaffen, darunter das Amtsgericht Kellinghusen als eines von 17 Amtsgerichten des Kreisgerichts Itzehoe. Den Gerichtssprengel bildete die Herrschaft Breitenburg (ohne die Teile, die den Amtsgerichten Bramstedt und Crempe zugeordnet waren), der Flecken Kellinghusen ohne Unterschied der Jurisdiktion, das Rendsburger Amtskirchspiel Kellinghusen mit Ausnahme von Bargfeld und Homfeld, die klösterlichen Enklaven zu Grönhude, Overndorf, Eilsen, Poyenberg, Hennstedt, Wiedenborstel, Fitzbeck und Rade sowie das Gut Sarlhusen.
Mit dem Inkrafttreten des deutschen Gerichtsverfassungsgesetzes am 1. Oktober 1879 wurden reichsweit einheitlich Amts-, Land- und Oberlandesgerichte geschaffen. Das Amtsgericht Kellinghusen blieb bestehen und war nun dem Landgericht Altona nachgeordnet.
Sein Gerichtsbezirk umfasste daraufhin aus dem Kreis Steinburg den Stadtbezirk Kellinghusen, die Gemeindebezirke Auufer, Breitenberg, Brokstedt, Fitzbek, Grönhude, Hennstedt, Hingstheide, Lohbarbek, Lockstedt, Mühlenbarbek, Oeschebüttel, Overndorf, Poyenberg, Quarnstedt, Rade, Rensing, Ridders, Rosdorf, Sarlhusen, Siebenecksknöll, Silzen, Stellau, Störkathen, Vorbrügge, Westermoor, Wiedenborstel, Willenscharen, Wittenbergen, Wrist und Wulfsmoor und den Gutsbezirk Rostorf. Am Gericht bestand 1880 eine Richterstelle. Das Amtsgericht war damit ein kleines Amtsgericht im Landgerichtsbezirk.
Als Altona durch das Groß-Hamburg-Gesetz von 1937 nach Hamburg eingemeindet wurde, wurde das Landgericht Altona nach Itzehoe verlegt.
Im Jahre 1981 wurde das Amtsgericht Kellinghusen aufgehoben, und das Amtsgericht Itzehoe übernahm seine Aufgaben.

## Amtsgerichtsgebäude
Das Amtsgerichtsgebäude (Hauptstraße 31) wurde 1885/86 auf L-förmigem Grundriss mit breit gelagertem Vorderhaus und rückwärtigem Flügel errichtet. Das zweigeschossiger Ziegelbau mit Satteldach steht unter Denkmalschutz.